# Friedenfels
Friedenfels település Németországban, azon belül Bajorországban. Lakosainak száma 1195 fő (2023. december 31.). Friedenfels Reuth bei Erbendorf, Wiesau, Fuchsmühl és Waldershof községekkel határos.

## Népesség
A település népessége az elmúlt években az alábbi módon változott:
| Lakosok száma | 665  | 1498 | 1522 | 1444 | 1263 | 1260 | 1257 | 1256 | 1224 | 1195 |
|               | 1875 | 1950 | 1975 | 1987 | 2012 | 2014 | 2016 | 2017 | 2021 | 2023 |